# 1935 en ski alpin
Chronologie du ski alpin
1934 en ski alpin - 1935 en ski alpin - 1936 en ski alpin
Les faits marquants de l'année 1935 en ski alpin

## Événements

### Janvier
- 30 janvier : Cinquième édition de la Lauberhorn sur le site de Wengen en Suisse. Côté masculin, l'Autrichien Richard Werle remporte la descente, et les Suisses Arnold Glatthard et Willy Steuri remportent respectivement le slalom et le combiné. Côté féminin, la Suissesse Suissesse Anny Rüegg remporte la descente, et la Britannique Jeanette Kessler réalise le doublé slalom-slalom-combiné.

### Février
- 22-25 février : Cinquième édition des Championnats du monde de ski alpin sur le site de Mürren en Suisse. Côté masculin, l'Autrichien Anton Seelos réalise le doublé slalom-combiné et son compatriote Franz Zingerle remporte la descente. Côté féminin, la Suissesse Anny Rüegg remporte le slalom , et l'Allemande Christl Cranz réalise le doublé slalom-combiné.

### Mars
- 9-10mars : Huitième édition de l'Arlberg-Kandahar sur le site de Mürren en Suisse. Côté masculine, les Suisses remportent les trois épreuves : Willy Steuri la descente, Hermann Steuri le slalom et Arnold Glatthard le combiné. Côté féminin, la Suissesse Anny Rüegg réalise le triplé descente-slalom-combiné.

## Naissances
- 14 janvier : Lucille Wheeler, skieuse canadienne.
- 16 septembre : Regina Schöpf, skieuse autrichienne.
- 17 novembre : Toni Sailer, skieur autrichien.